# Anna Abert
Anna Amalie Abert (ur. 19 września 1906 w Halle, zm. 4 stycznia 1996 w Kilonii) – niemiecka muzykolog, córka Hermanna.
Studiowała muzykologię na uniwersytecie w Berlinie u swojego ojca, następnie u Friedricha Blumego, Arnolda Scheringa, Hansa Joachima Mosera na uniwersytecie w Kilonii. W 1934 r., dzięki pomocy promotorów, Curta Sachsa i Ericha Moriza von Hornbostla, uzyskała w Wolfenbüttel tytuł doktora muzykologii na podstawie rozprawy dyplomowej pt. Die stilistischen Voraussetzungen der "Cantiones sacare" von Heinrich Schütz. Od roku następnego rozpoczęła pracę naukową na stanowisku asystentki w Kilonii, gdzie w 1943 habilitowała się na podstawie pracy Claudio Monteverdi und das musikalische Drama (wyd. Lippstadt 1954), zaś w 1949 uzyskała tytuł profesora zwyczajnego akademii. Pracę naukową zakończyła wraz z odejściem na emeryturę i porzuceniem pracy wykładowcy w 1971 r.
Książki:
1. Die Oper von den Anfängen bis zum Beginn des 19. Jahrehunderts, Kolonia, b.d.
2. Christoph Willibald Gluck, Monachium 1959